# Optisk illusion

Rutorna A och B i samma färg-illusionen har exakt samma grå nyans

Optisk illusion (eller synvilla) är en illusion som ger ett synintryck som ger en vinklad bild av verkligheten. Det som ögat ser tolkas av det centrala nervsystemet och utgör den visuella perceptionsförmågan, vilket kan ge en illusionistisk bild som är motsägelsefull eller omöjlig. Det finns tre olika huvudtyper av optiska illusioner: literala optiska illusioner, som skapar illusioner som skiljer sig från objektet som skapar dem, psykologiska illusioner: som är en perceptionseffekt av en riktad stimulans av exempelvis ljus, skärpa, färg eller rörelse och slutligen kognitiva illusioner: där ögats tolkade bild ger omedvetna slutsatser.

## Psykologiska illusioner

Nätillusion, där form och färg tillsammans med 3D-kontrast bidrar till att skapa illusionen av svarta punkter som dyker upp och försvinner i linjernas skärningspunkter.

Psykologiska illusioner kan exempelvis vara den efterbild som kan följa efter ett skarpt ljusintag eller en längre tids fokusering av ett objekt eller mönster av något slag - ljus, skärpa, lutning, färg, rörelse mm. Teorin är att den individuellt reflexmässiga tolkningen, påverkas av repetitiva eller enskilt förstärkta perceptionskanaler, vilket skapar en psykologisk obalans som förändrar perceptionen (den uppfattade bilden). 
Hermanns nätillusion (bilden) och Machs band är två illusioner som förklarar det väl. När det gäller de breda svartgråa banden i Machs band uppträder en lateral inhibering i receptionsfältet, där de ljusa och mörka receptorerna tävlar med varandra med att vara aktiva, som förklarar varför vi ser band med förhöjda tonvärden vid kulörkanterna i illusionen. När väl en receptor är påkopplad, kopplas de angränsande receptorerna av och resultatet blir skarpare skiljelinjer.
I nätillusionen uppträder grå punkter i rutnätets skärningspunkter på grund av inhiberade receptorer som ett resultat av den mörka bakgrundens starka tonvärde. Lateral inhibering har också använts för att förklara nät-illusionen, men har sedan tillbakavisats.

## Kognitiva illusioner

Machs band; ett ljust och ett mörkt fält, separerade med en tonande smal remsa, som skapar en ljus respektive mörk skiljelinje som inte finns på originalbilden

De kognitiva illusionerna uppträder genom samverkande antaganden som bildar omedvetna slutsatser, en idé som fysiologen och fysikern Hermann von Helmholtz lade fram på 1800-talet. De kognitiva illusionerna delas vanligen upp i tvetydiga illusioner, förvrängande illusioner, paradoxala illusioner och fictionillusioner.
- Tvetydiga illusioner är bilder eller objekt som framkallar en perceptionsväxling mellan alternativa tolkningar. Neckers kub är ett tidigt känt exempel liksom den på senare tid skapade siluettdansaren.
- Förvrängande illusioner karaktäriseras genom att de förvränger storlek, längd, eller krökning. Ett slående exempel är Café wall illusion, se bild. Ett annat exempel är den berömda Müller-Lyer-illusionen.
- Paradoxala illusioner genereras av objekt som är paradoxala eller omöjliga, som exempelvis Den omöjliga triangeln i Vattenfallet av M.C. Escher  eller omöjliga trappor som Penrose trappa i Eschers litografi Trappa upp och trappa ned. Triangeln, liksom trappan, är illusioner som är kognitiva missuppfattningar då de angränsande ytorna inte kan mötas.
- Fictionillusioner definieras genom perceptionen av objekt som faktiskt inte existerar för någon annan än den enskilde betraktaren. De är helt enkelt hallucinationer, som exempelvis kan vara skapade under inflytande av droger eller psykiska sjukdomar.

## Förklaring av kognitiva illusioner

### Perceptionens struktur

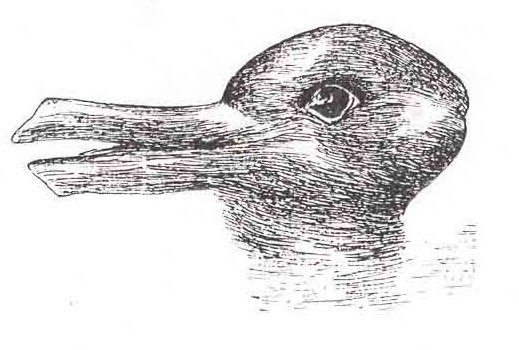
anka-hare-illusionen

Kanizsas triangel

För att världen ska vara begriplig är det nödvändigt att organisera olika intryck till något meningsfullt. Gestaltpsykologin menar att en väg till detta är genom den individuella perceptionsstimuleringen. Gestaltpsykologi kan användas för att förklara flera illusioner inkluderat anka-hare-illusionen på bilden till höger. Bilden kan både ses som huvudet på en anka som är vänd åt vänster eller som huvudet på en hare som spejar åt höger, beroende på vilket perspektiv som fångas.
Samma gestaltpsykologi kan användas för att förklara de skenbara konturerna i illusionen Kanizsas triangel, som här beskriver en icke existerande svävande vit triangel. Hjärnan har behovet att känna igen föremål och former och har en tendens att skapa en trolig form, trots att den egentligen bara är antagen. En annan förklaring på Kanizsa-triangeln är dock baserad på evolutionspsykologi och det faktum att vi för att överleva måste vara effektiva vid tolkandet av ofullständiga eller tvetydiga former, även om det ibland kan bli fel. 
Perceptionens struktur som medger och uppmuntrar skapandet av meningsfulla former är också den princip som de flesta välkända illusionerna bygger på, inklusive så kallade omöjliga objekt. Vår hjärna försöker skapa något användbart av de pusselbitar som finns tillgängliga, som vrids och vänds tills något användbart eller trovärdigt har byggts upp i tanken.

### Djup- och rörelseperception

Ponzo-illusionen

Illusioner kan baseras på en individuell förmåga att se i tre dimensioner, även om den använda bilden bara är i två dimensioner. Ponzo-illusionen är ett exempel som använder en tvådimensionell miljö för att skapa en 'skenbar' tredimensionell bild. Bildens parallella linjer säger oss att objekten högre i synfältet är längre bort och därför uppfattar vi att de gula balkarna har olika bredd, trots att de när de träffar näthinnan är lika långa. 
De optiska illusionerna som ses i ett falskt perspektiv (diorama) använder också olika djupseende effekter. Den holländske målaren M.C. Eschers målning vattenfallet använder djup och närhet samt vår uppfattningsförmåga till att skapa en illusion. Vårt sinne för djup och rörelse används för flera sensoriska illusioner. Filmens animation är baserad på illusionen att hjärnan uppfattar en serie av något olika bilder som visas i en snabb följd, som en rörlig bild. Även när vi själva rör oss till exempel i ett fordon, så kan vi uppfatta stationära omgivande objekt såsom rörliga. Vi uppfattar också att stora objekt, som ett flygplan, rör sig långsammare än mindre objekt, som en bil, trots att flygplanet i de flesta fall är betydligt snabbare.
Phi-fenomenet är ännu ett exempel på hur vår perception uppfattar rörelse, vilket här mestadels består i blinkande lampor i tät följd.

### Färg- och ljusstyrkans konstanter

Simultan kontrast-illusion. Den horisontella grå linjen har samma tonvärde i hela sin bredd

Illusioner kan skapas av olika perceptionskonstanter. Färgen och ljusstyrkans konstanter är ansvariga för det faktum att ett känt objekt kommer att uppträda i samma färg oavsett mängden av ljus som reflekteras från det. En illusion som baseras på färg eller kontrastskillnad kan skapas när ljusstyrkan eller färgtonen i dess omgivning förändras i ett okänt objekt. Kontrasten i objektet kommer att framstå som mörkare mot ett svart fält, som reflekterar en mindre mängd ljus än ett vitt fält, även om objektet själv har samma färgton. Med samma metodik kommer vår perception att kompensera för skillnader i kontrast beroende på färgtonen i den omgivande miljön.

### Objektets konstant
Precis som med färgigenkänning har hjärnan kapacitet och vilja att förstå kända föremåls form eller storlek. Ett exempel kan vara att en dörr uppfattas att vara en rektangel, oavsett hur bildvinkeln ändras när den öppnas eller stängs. Okända föremål däremot, följer inte alltid regeln om formkonstant och kan lättare ändra aktuellt perspektiv. Shepards formillusion är ett känt exempel på en illusion som är baserad på förvrängning av formens konstant.

### Framtida perception

Hering-illusionen, vars linjer egentligen är raka

Forskaren Mark Changizi från Rensselaer Polytechnic Institute i New York säger att optiska illusioner är en erfarenhet de flesta genomgår under uppvaknandet genom nervbanornas reaktionstid. När ljuset träffar en receptor åtgår det cirka en tiondels sekund innan hjärnan översätter signalen till en visuell bild av miljön. Forskarna känner till eftersläpningen och diskussioner har rört sig runt olika teorier hur vi kompenserar för detta och någon teori är inriktad på hur vårt motoriksystem hanterar eftersläpningen genom att modifiera rörelseschemat i motsvarande grad. 
Changizi hävdar att det mänskliga visuella systemet har utvecklat en kompensering för den ingående reaktionstiden, genom att generera bilder som visar vad som kommer att ske en tiondels sekund in i framtiden. Denna framförhållning möjliggör att reagera i realtid, när det gäller reflexmässiga handlingar som till exempel att fånga en flygande boll eller att manövrera smidigt genom en folkmassa.
Illusioner uppkommer när vårt centrala nervsystem försöker att förutspå framtiden och när bilden inte matchar verkligheten. Ett exempel är illusionen som kallas Hering-illusionen som liknar ett cykelhjuls ekrar runt en centrumpunkt, med vertikala linjer på var sida om detta centrum. Illusionen får oss att tänka att vi rör oss framåt och därför slår vi på vårt prognossinne. Eftersom vi faktiskt inte rör oss framåt och figuren är statisk, missbedömer vi de raka linjerna till att vara bågformade. 
Chnagizi säger: 
 "Evolutionen har sett till att geometriska figurer som denna framkallar en nära framtida förutsägelse. De konvergerande linjerna mot centrumpunkten (ekrarna) framkallar föreställningen att vi rör oss framåt - som vi skulle göra i verkligheten, där en dörrkarm (ett par vertikala linjer) ser ut att bågna utåt när vi passerar genom den - och vi försöker att föreställa oss hur världen kommer att se ut i nästa ögonblick."  

## Illusioner
- Ames rum
- Autostereogram
- Beta movement

Den dansande siluetten kan framstå att röra sig både med- och moturs

"Rubins vas"
(siluetter eller vas)

Café wall illusion

- Blivet (eller Impossible trident illusion)
- Café wall illusion
- Cornsweets illusion
- Den dansande siluetten
- Den omöjliga triangeln (eller Penrose triangel)
- Ebbinghaus illusion
- Nät-illusionen
- Herings illusion
- Kanizsas triangel
- Lutande torn-illusionen
- Lilac chaser
- Machs band
- Magnetisk kulle
- McColloughs effekt
- Månillusionen
- Müller-Lyer-illusionen
- Neckers kub
- Penrose trappa
- Phi-fenomenet
- Poggendorffs illusion
- Ponzos illusion
- Pulfrich effekt (eller Pulfrich pendulum illusion)
- Pusselparadoxen (eller Missing square puzzle)
- Rubins vas
- Samma färg-illusionen
- Shepards formillusion
- Spiral-illusion
- Vagnshjuls-effekten
- Wundts illusion
- Zöllners illusion

Många konstnärer har arbetat med optiska illusioner exempelvis: M. C. Escher, Bridget Riley, Salvador Dalí, Giuseppe Arcimboldo, Marcel Duchamp, Oscar Reutersvärd och Charles Allan Gilbert. 
Också många samtida konstnärer experimenterar med illusioner som exempelvis: Octavio Ocampo, Dick Termes, Shigeo Fukuda, Patrick Hughes, István Orosz, Rob Gonsalves och Akiyoshi Kitaoka. Optiska illusioner används också i filmteknik i form av forced perspective.

### Kognitiva processers hypotes
Hypotesen runt optiska illusioner hävdar att dessa visuella fenomen uppkommer på grund av nervsystemets självlärande och effektiviserande kunskapsbank (cacheminne), som hjälper oss att förstå 3D-scener i det fall att det kanske är nödvändigt för att snabbt fatta ett tryggt beslut i ovanliga situationer. I denna mening kan kognitiva processer sägas vara ett ramverk för att förstå och utveckla optiska illusioner, som varande en empirisk och statistisk grund för att lösa motsvarande problem.
Forskningen indikerar att 3D-visioner stödjer och förstärker ett lärande vid planering av rörelser. Under läroprocessen uppdateras vårt beteende runt nära objekt, av de perceptiva data vi uppfattar. Representationen av mer fjärran objekt är dock mindre adekvat, då det inte bara är månen som ser större ut då vi betraktar den nära horisonten. I ett fotografi med ett avlägset motiv upplever vi alla objekt som mindre än de skulle vara i en egen synlig upplevelse. 
Näthinnans bild är vår huvudsakligt drivande parameter, men det vi ser är en virtuell 3D-bild av scenen framför oss. Vi ser inte en fysisk bild av världen, utan vi ser objekt som den fysiska världen själv inte är uppbyggd av. Vi ser det på det sätt som vårt centrala nervsystem strukturerar upp för oss. Namn, färger, vanliga former och annan information runt tingen vi kommer i kontakt med bearbetas ständigt, vilka sedan kompletterar vår upplevelse av den aktuella scenen. Vi ser den mest relevanta information som vårt sinne kan uttolka, från den bästa 3D-bilden som vi kan producera. Illusionerna är ett sätt att omedvetet bedöma och tolka verkligheten, i konflikt med mer resonerande ställningstaganden.

## Galleri

Lilac chaser
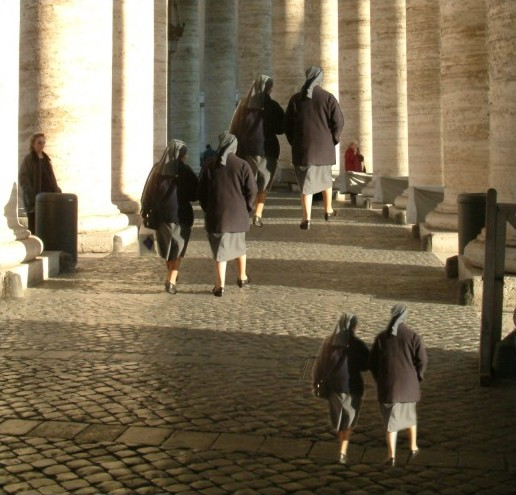
De tre promenerande paren, är jämnstora på bilden
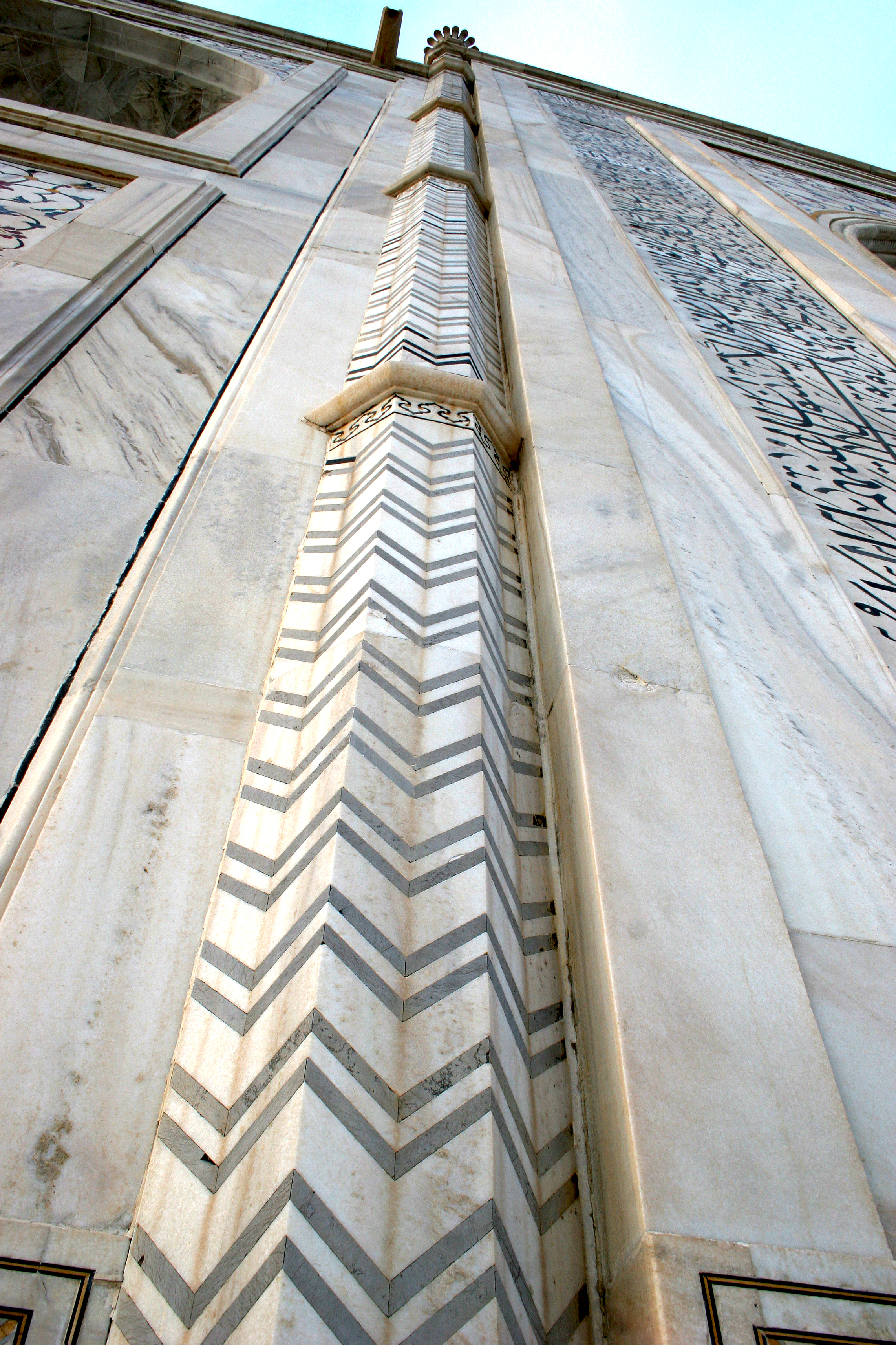
Fiskbensmönster på Taj Mahal: pelarens form är samma hela vägen upp